# تهوية بالإزاحة

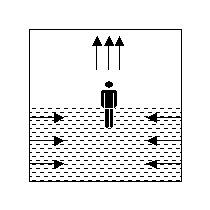
كيفية عمل نظام التهوية بالازاحة

التهوية بالإزاحة (بالإنجليزية: Displacement ventilation، واختصارًا: DV) هي إستراتيجية لتوزيع الهواء ضمن الغرفة يزود فيها المكيف بهواء خارجي منخفض السرعة من ناشرات هواء موضوعة بالقرب من مستوى الأرض ومستخرجة فوق المنطقة المأهولة، عادةً على ارتفاع السقف.

## تصميم النظام
يوفر نظام التهوية بالإزاحة التقليدي -كالذي في المكاتب- الهواء البارد من وحدة مناولة هواء عبر ناشر هواء حقن. تتنوع النواشر حسب التطبيقات. يمكن أن توجد الناشرات على جدار (جدارية)، أو في زاوية غرفة (زاوية)، أو فوق الأرضية ولكن ليس على جدار (واقفة). يتسارع الهواء البارد بسبب قوة الطفو، وينتشر في طبقة رقيقة على الأرضية، وصولًا إلى سرعة مرتفعة نسبيًّا قبل الصعود بسبب التبادل الحراري مع مصادر الحرارة (مثل الأشخاص والحواسيب والأضواء). يصبح الهواء الذي امتص الحرارة من مصادر الحرارة أدفأ وأقل كثافةً. يخلق فرق الكثافة بين الهواء البارد والهواء الدافئ جريانات حملية باتجاه الأعلى تعرف باسم الأصعدة الحرارية. بدل العمل كنظام مستقل بنفسه في المساحة الداخلية، يمكن مزاوجة نظام التهوية بالإزاحة أيضًا مع مصادر تسخين وتبريد أخرى، كالأسقف المبردة بالإشعاع أو تسخين الألواح القاعدية.

## خلفية تاريخية
طبقت التهوية بالإزاحة أول مرة في بناء صناعي في اسكندنافيا في عام 1978، واستخدمت بشكل متكرر في تطبيقات مماثلة، بالإضافة إلى المساحات المكتبية، في أرجاء اسكندنافيا منذ ذلك الوقت. بحلول عام 1989، قدر أن أنظمة التهوية بالإزاحة شكلت 50% من التطبيقات الصناعية و25% في المكاتب في البلاد النوردية. لم تكن تطبيقاتها منتشرة في الولايات المتحدة كما في اسكندنافيا. أجريت بعض الأبحاث لتقييم مدى عملية هذا التطبيق في أسواق الولايات المتحدة بسبب الفرق في تصاميم المساحات النمطية والتطبيقات في المناخات الحارة والرطبة، وكذلك أجريت أبحاث لتقييم الجودة المحتملة للبيئة الداخلية ومنافع توفير الطاقة لهذه الاستراتيجية في الولايات المتحدة وفي أماكن أخرى.

## التطبيقات
طبقت التهوية بالإزاحة في العديد من المباني الشهيرة كمطار سوفارنابومي الدولي في بانكوك في تايلاند، وفي مبنى مركز ناسا لمشاريع طيران مختبر الدفع النفاث، وفي مطار سان فرانسيسكو الدولي في المحطة الثانية، وتطبيقات أخرى.

## الخصائص العامة

### توزيع تدفق الهواء
تلعب الأصعدة الحرارية وهواء التغذية من الناشرات -اللذان يحددان سرعة تدفق الهواء على مستوى الأرض- دورًا هامًّا في أنظمة التهوية بالإزاحة (دي فّي). من الضروري ضبط معدل تدفق الهواء بعناية من الناشرات لتفادي الجريانات الجانبية غير المرغوبة.

### نوع التكييف
بسبب الخصائص الفريدة لحدوث الطبقات الحرارية، فإن التهوية بالإزاحة تستخدم بشكل تقليدي للتبريد بدل التدفئة. في العديد من الحالات، يستخدم مصدر تسخين منفصل، كمشع أو مسخن لوح قاعدي، في فترات التدفئة.

### متطلبات المساحة
تلائم التهوية بالإزاحة أكثر المساحات الأطول (أعلى من 3 أمتار (10 أقدام)). يمكن أن يكون التسخين المزجي التقليدي أنسب للمساحات الأصغر حيث لا تكون لجودة الهواء أهمية كبرى، كالمكاتب الشخصية، وحيث لا تكون الغرف مرتفعة السقف (مثلًا أقل من 2.3 متر (7.5 قدم)).